# 안성시립도서관
안성시립도서관은 경기도 안성시 소재의 도서관이다.

## 연혁
- 1963. 04 안성군립도서관 개관(안성읍 구포동 209)
- 1998. 04 안성시립도서관으로 개칭
- 2001. 12 부영도서관 개관(부영아파트 내 작은도서관)
- 2002. 10 송정도서관 개관(송정아파트 내 작은도서관)
- 2003. 07 주은풍림도서관 개관(주은풍림아파트 내 작은 도서관)
- 2005. 03 태산도서관 개관(태산아파트 내 작은도서관)
- 2007. 03. 26. 일죽도서관(작은도서관) 개관
- 2008. 11. 13. 안성시립중앙도서관 개관
- 2009. 02. 16. 죽산도서관(작은도서관) 개관
- 2010. 06. 07. 안성시 공도도서관 개관
- 2010. 12. 20. 삼죽 작은도서관 개관
- 2014. 03. 04. 진사도서관 개관
- 2015. 10. 일죽도서관 개관 (작은도서관 폐관 후 공공도서관으로 개관)
- 2017. 02. 대림동산 작은 도서관 개관
- 2020. 08 아양도서관 개관

## 도서관 현황
| 도서관             | 주소                                            | 휴관일                                                                                   |
| ------------------ | ----------------------------------------------- | ---------------------------------------------------------------------------------------- |
| 안성시립중앙도서관 | 안성맞춤대로 1150 (금산동)                      | 매주 월요일 일요일을 제외한 법정 공휴일(단, 일요일과 공휴일이 겹칠시에는 휴관함)         |
| 부영도서관         | 공도읍 만수로 31, 부여아파트 관리동 2층         | 매주 일요일 일요일을 제외한 법정 공휴일(단, 일요일과 공휴일이 겹칠시에는 휴관함)         |
| 송정도서관         | 공도읍 양기길 46, 송정아파트 관리동 2층         | 매주 일요일 일요일을 제외한 법정 공휴일(단, 일요일과 공휴일이 겹칠시에는 휴관함)         |
| 주은풍림도서관     | 공도읍 서동대로 4081, 주은풍림아파트 관리동 1층 | 매주 일요일 일요일을 제외한 법정 공휴일(단, 일요일과 공휴일이 겹칠시에는 휴관함)         |
| 태산도서관         | 공도읍 벚꽃길 36, 태산아파트 관리동 3층         | 매주 일요일 일요일을 제외한 법정 공휴일(단, 일요일과 공휴일이 겹칠시에는 휴관함)         |
| 일죽도서관         | 일죽면 주래본죽로 6                             | 매주 일요일 일요일을 제외한 법정 공휴일(단, 일요일과 공휴일이 겹칠시에는 휴관함)         |
| 죽산도서관         | 죽산면 중부길 41                                | 매주 일요일 일요일을 제외한 법정 공휴일(단, 일요일과 공휴일이 겹칠시에는 휴관함)         |
| 공도도서관         | 공도읍 공도5로 26                               | 매주 금요일 일요일을 제외한 법정 공휴일(단, 일요일과 공휴일이 겹칠시에는 휴관함)         |
| 삼죽도서관         | 삼죽면 삼죽로 112, 삼죽복지회관 2층             | 매주 일요일 일요일을 제외한 법정 공휴일(단, 일요일과 공휴일이 겹칠시에는 휴관함)         |
| 대림동산도서관     | 공도읍 대림동산길 38, 안성맞춤가족공원 내       | 매주 월요일, 금요일 일요일을 제외한 법정 공휴일(단, 일요일과 공휴일이 겹칠시에는 휴관함) |
| 진사도서관         | 공도읍 진사2길 70                               | 매주 월요일 일요일을 제외한 법정 공휴일(단, 일요일과 공휴일이 겹칠시에는 휴관함)         |
| 보개도서관         | 보개면 종합운동장로 205                         | 매주 금요일 일요일을 제외한 법정 공휴일(단, 일요일과 공휴일이 겹칠시에는 휴관함)         |
| 아양도서관         | 아양로 88                                       | 매주 금요일 일요일을 제외한 법정 공휴일(단, 일요일과 공휴일이 겹칠시에는 휴관함)         |